# Les Heures souterraines (téléfilm, 2015)
Pour plus de détails, voir Fiche technique et Distribution.
Les Heures souterraines est un téléfilm français réalisé par Philippe Harel et diffusé le 6 novembre 2015 sur Arte.
Il s'agit de l'adaptation du roman éponyme de Delphine de Vigan, publié en 2009.

## Synopsis
Mathilde prend tous les jours le RER pour se rendre à son travail, où elle occupe un poste de cadre dans une société d'institut de sondage. Son chef commence à la harceler jour après jour. Thibault, docteur à SOS Médecins, vient de se séparer de sa petite amie.

## Fiche technique
- Réalisateur : Philippe Harel
- Scénario :  Philippe Harel d'après Les Heures souterraines de Delphine de Vigan
- Musique : François-Eudes Chanfrault
- Photographie : Matthieu Poirot-Delpech
- Producteurs : Sophie Barrat, Florence Dormoy, Jean-François Lepetit
- Société de production : Scarlett Production

## Distribution
- Marie-Sophie Ferdane : Mathilde
- Mehdi Nebbou : Thibault
- Carolina Jurczak : Lila
- Eric Savin : Jacques Pelletier
- Aurélia Petit : Patricia Lethu
- Sandrine Le Berre : Laetitia
- Frank Molinaro : Eric
- Maxence Tasserit : Jean
- Iván González : Directeur de l'institut de sondage

## Distinctions
- Festival des créations télévisuelles de Luchon 2015 : 
  - Meilleur téléfilm
  - Prix d'interprétation féminine pour Marie-Sophie Ferdane

- Festival international des programmes audiovisuels de Biarritz 2015 : Prix Jérôme Minet